# Lijst van staten in het Heilige Roomse Rijk (J)
Dit is een lijst van staten in het Heilige Roomse Rijk die beginnen met de letter J.
| Naam      | Type                       | Kreits | Bank | Ontstaan | Notities |
| --------- | -------------------------- | ------ | ---- | -------- | --- |
| Jagdberg  | Heerlijkheid               |        |      |          | |
| Jever     | 1330: Heerlijkheid Baronie |        |      | 1353     | 1575: Aangesloten bij Oldenburg 1667: Aangesloten bij Anhalt-Zerbst 1793: Aangesloten bij Rusland 1806: Franse bezetting 1807: Rusland geeft het aan Frankrijk 1807: Naar het Koninkrijk Holland 1810: Naar Frankrijk 1814: Russische bezetting 1814: bestuurd door Oldenburg 1818: Doorgegeven aan Oldenburg |
| Justingen | Heerlijkheid               | Swab   |      |          | |

A · B · C · D · E · F · G · H · I · J · K · L · M · N · O · P · Q · R · S · T · U · V · W · Z

vrije keizerlijke steden · keizerlijke abdijen